# Waltham (Lincolnshire)
Waltham is een civil parish in het bestuurlijke gebied North East Lincolnshire, in het Engelse graafschap Lincolnshire met 6.420 inwoners.

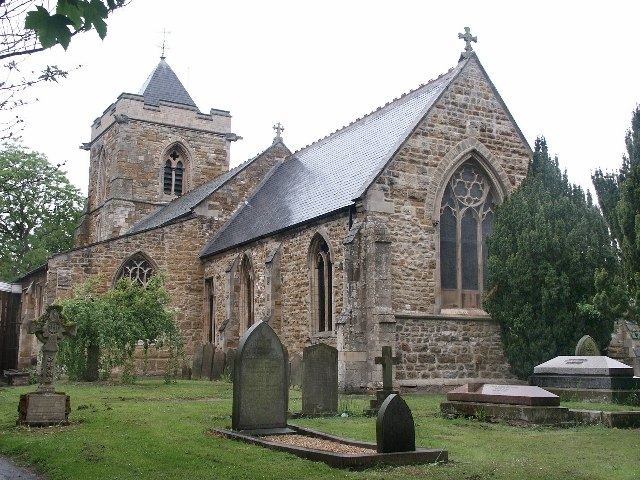
All Saints, Waltham